# データマップ 63億人の地図
『データマップ 63億人の地図』（データマップ 63おくにんのちず）は、2004年1月から11月にかけてNHK総合『NHKスペシャル』枠で放送された、日本のドキュメンタリーシリーズ。平均寿命・出生率・失業率といった様々な統計データに基づくデータマップを題材に、昨今の情勢の読み取り方を提示し、現代社会における諸問題の本質に迫る。全9回で、8月を除いて月1回放送された。
上田早苗と村竹勝司が出演し、大島ミチルが作曲を担当した。

## 内容
現代社会を投影した社会地図がデータマップとして多く使用されている。
第1回 寿命 2004年いのちの旅
放送日 - 2004年1月25日
平均寿命の最も短い国であるシエラレオネでは、栄養失調やマラリアなどの要因で多くの子どもが命を落としている。また食生活に起因する肥満に悩む日本やアメリカ合衆国、適応症候群により過去10年で男性の平均寿命が4.8年縮んだロシアを取材し、栄養失調・肥満・ストレスによる寿命への悪影響を取り上げる。
第2回 感染症 謎の拡大ルート
放送日 - 2004年2月29日
2003年2月にオランダで発生した鳥インフルエンザ、アメリカ合衆国で拡大するウエストナイル熱、重症急性呼吸器症候群（SARS）、マラリアなど、グローバル化が進む現代においては感染症が問題視される。これらを題材に、ウイルスと医療の戦いを解説する。
第3回 希望の町へ 〜都市再生への挑戦〜
放送日 - 2004年3月28日
アメリカ合衆国のフィラデルフィアやアトランタなど、都市中心で所得が低く郊外で高いというドーナツ型の所得格差が各地で見られる。この原因は製造業の衰退をきっかけに始まった経済構造の変化であった。二つに分かれている町の状況改善のために何が必要かを紐解く。
第4回 魚が消えていく…
放送日 - 2004年4月25日
1990年代から漁獲量が減少しているモロッコのタコ、同じく減少し業者の競争が見られるカナダのカラスガレイ、絶滅寸前から個体数を回復した日本秋田県のハタハタを特集し、漁業資源の枯渇に警鐘を鳴らす。
第5回 犯罪 町の安心を取り戻せ
放送日 - 2004年5月30日
特に地方において犯罪増加率が高いとされる日本や、監視カメラの効果に疑問が呈されているイギリス、そして犯罪発生の分布をプロットしたデータマップを用いて犯罪の減少に成功したアメリカ合衆国（ロサンゼルス）で調査を行い、犯罪抑止のために必要とされるものを探る。
第6回 失業率 回復への道
放送日 - 2004年7月3日
グローバル化を受けて雇用は低賃金の国や地域へ移りゆく。アメリカ合衆国ではITや金融分野で中華人民共和国やインドへの業務委託が始まり、海外への流出による大量解雇が起こり、失業者のデモ活動も見られるようになった。失業率改善が見られるスウェーデンにも取材を行い、回復のための方法を模索する。
第7回 出生率 〜女と男・支えあう未来へ〜
放送日 - 2004年9月26日
出生率低下が深刻な日本と大韓民国、そして低下した出生率を改善したデンマークを取材する。出生率改善の策の背景には男女の新しい関わり方があった。
第8回 中国 豊かさへの模索
放送日 - 2004年10月24日
経済成長を遂げる中国では、沿岸部の都市と内陸部の農村で格差が広がっており、また上海では一つの都市に貧富の差が見て取れる。教育格差を深刻視し、中国の当時の現状を紹介する。
第9回 いのちの地球へ 〜野生動物からのメッセージ〜
放送日 - 2004年11月28日
シリーズ最終回。陸上野生動物の絶滅危惧種のうちスマトラゾウやイヌワシなどを題材とし、人間の農作物への食害や人間による虐殺など、人間との関わりを指摘する。

## 製作
データマップの元となる統計情報は国際連合をはじめとする国際機関から入手され、形式や保存方法を統一してスタッフが一元管理した。出典となる公的機関の統計情報がない場合には、製作陣が情報のデジタル化や幾何補正などに地理情報システムを利用し、独自に調査して地図を作製した。
データマップはその性質上、一過性であるという制約のあるテレビ放送のみに頼らない情報提供が可能となった。ArcGIS上で管理されていたデータベースは、番組製作に協力した慶応大学福井研究室と21世紀COEプログラムの提供でウェブ版のデータマップとして公開された。番組同様の操作のほか、縮尺の変更や場所ごとの情報検索が可能となっている。なおウェブ上のデータマップはMicrosoft WindowsとInternet Explorerにのみ対応していた。

## ジュニアスペシャル版
本作はNHK教育『NHKジュニアスペシャル』にて、小中学生向けに再構成されたものが2005年に放送された。初放送は5月から6月にかけてで、8月に再放送された。キャスターとして島崎和歌子、司会者として富永禎彦、解説者として谷田部雅嗣、データマンブラザーズ役でパックンマックンが出演。竹中直人も声を担当した。この他に各回で子役がゲスト出演した。
第1集 寿命はのびたりちぢんだり
放送日 - 2005年5月22日
南李央と石山蓮華がゲスト出演。オリジナル版の第1回に相当。
第2集 出生率 生まれる子供が少なくなる…
放送日 - 2005年5月29日
風間夏実とくぼかんじがゲスト出演。オリジナル版の第7回に相当。
第3集 海から魚が消えていく!?
放送日 - 2005年6月5日
佐藤翔と岡安麗奈がゲスト出演。オリジナル版の第4回に相当。

## サウンドトラック
2004年9月1日に大島ミチル名義でヤマハミュージックコミュニケーションズより本作のサウンドトラックが発売された。
| #   | タイトル                                         | 作詞 | 作曲・編曲 | 時間 |
| --- | ------------------------------------------------ | ---- | ---------- | ---- |
| 1.  | 「63億人の地図 Main Theme」                      |      |            | 1:59 |
| 2.  | 「子供たちへのまなざし」                         |      |            | 2:58 |
| 3.  | 「希望の空」                                     |      |            | 2:08 |
| 4.  | 「守りたいもの」                                 |      |            | 2:43 |
| 5.  | 「63億人の地図 Main Theme (Panpipe Version)」    |      |            | 2:18 |
| 6.  | 「気付かない神秘」                               |      |            | 2:50 |
| 7.  | 「宇宙の大地」                                   |      |            | 3:03 |
| 8.  | 「63億人の地図 Main Theme (Long Version)」       |      |            | 3:12 |
| 9.  | 「限りない鼓動」                                 |      |            | 1:59 |
| 10. | 「着実な歩み」                                   |      |            | 2:55 |
| 11. | 「From the Earth」                               |      |            | 3:53 |
| 12. | 「Blue Herd」                                    |      |            | 3:10 |
| 13. | 「Ancient Dream」                                |      |            | 2:29 |
| 14. | 「Amazing Planet」                               |      |            | 2:53 |
| 15. | 「63億人の地図 Ending Theme」                    |      |            | 4:37 |
| 16. | 「63億人の地図 Main Theme (Piano Solo Version)」 |      |            | 2:19 |

## 書籍版
2004年9月に本作の書籍版である単行本『いのちの地図帳』が出版された。テレビ放送版とは異なる視点や詳細なデータで作成されたデータマップが掲載されている。2005年1月には単行本第2弾となる『経済の地図帳』が出版された。第4回と第6-9回の内容が収録され、こちらにも番組で公開されていないデータと地図が掲載されている。
- 『いのちの地図帳』（2004年9月1日、アスコム、ISBN 978-4776201731）
- 『経済の地図帳』（2005年1月1日、アスコム、ISBN 978-4776202158）

## 評価
社会問題を一般市民に周知させて個人ないし集団として考える機会を与えたという点で、本作は高く評価された。村井眞二は本作の第8集について「中国の現在の姿を、光と影の両方から追いかけた」と述べ、中国の可能性と矛盾に思いを馳せることのできる番組であるとし、10月の本・展示・イベントの1つに選出した。